# Hogarth's Servants

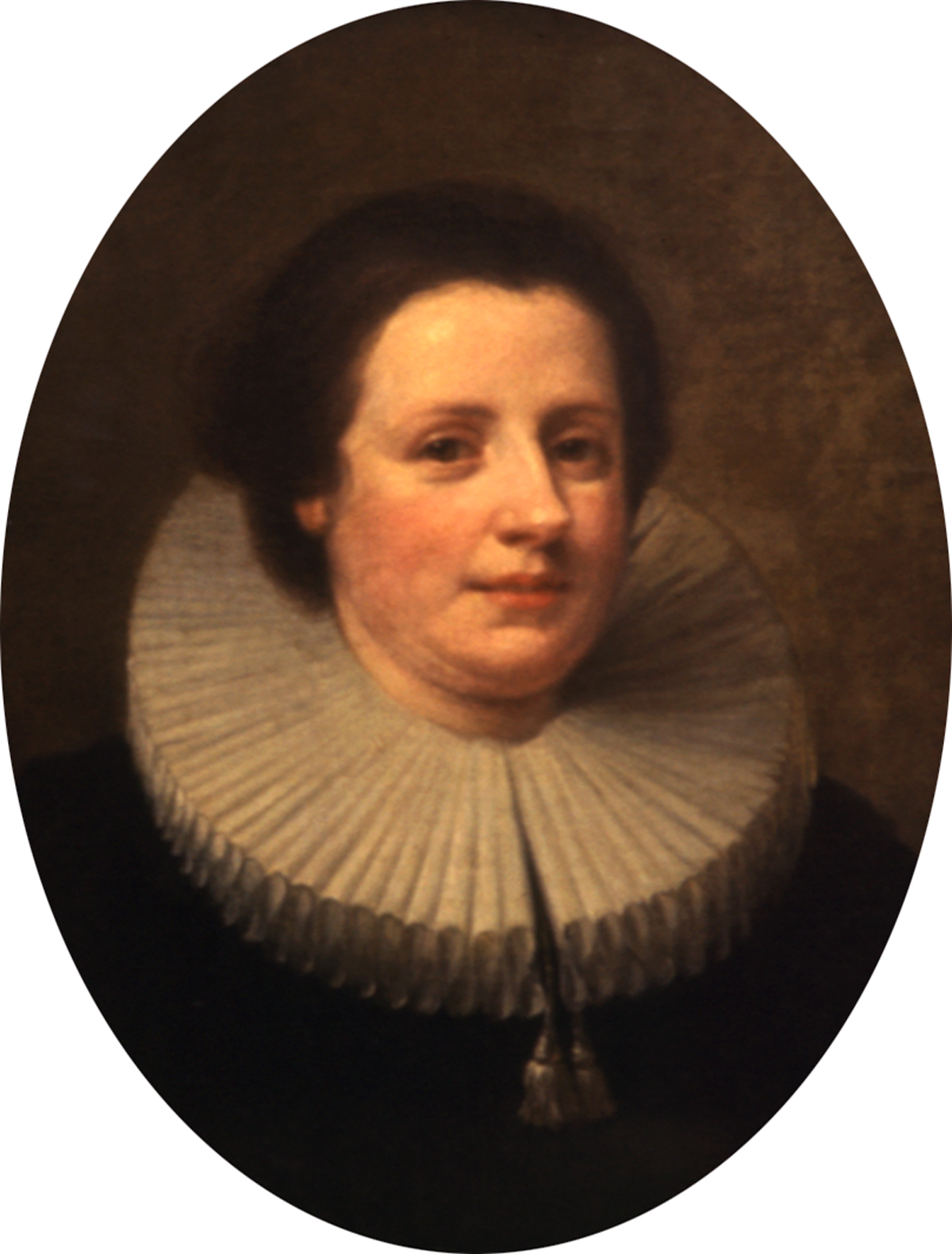
Mary Lewis, som antas ha stått modell för ett av huvudena

Heads of Six of Hogarth's Servants är en oljemålning av William Hogarth från cirka 1750–1755. Den avbildar huvudena på sex av hans hushållsanställda. Den finns på Tate Gallery i London.
Personerna på målningen befinner sig i olika åldrar.
Den påminner till stilen något om The Shrimp Girl.
Tavlan målades för nöjes skull och antas ha hängt i hans egen ateljé. Den ärvdes av hans fru då han dog och lämnades över till Mary Lewis 1789. Den såldes på Greenwood's i april 1790 och ställdes ut på British Institution 1817 och Suffolk Street Gallery 1883. Den såldes på Christie's 1879 och återigen 1892, då den köptes av National Gallery med medel från Lewis Fund. Den fördes till Tate Gallery 1960.